# Les Pays-d’en-Haut
Les Pays-d’en-Haut ist eine regionale Grafschaftsgemeinde (französisch municipalité régionale de comté, MRC) in der kanadischen Provinz Québec.
Sie liegt in der Verwaltungsregion Laurentides und besteht aus zehn untergeordneten Verwaltungseinheiten (vier Städte, fünf Gemeinden und ein Sprengel). Die MRC wurde am 1. Januar 1983 gegründet. Der Hauptort ist Sainte-Adèle. Die Einwohnerzahl beträgt 41.877 (Stand: 2016) und die Fläche 683,46 km², was einer Bevölkerungsdichte von 61,3 Einwohnern je km² entspricht.

## Gliederung
Stadt (ville)
- Estérel
- Sainte-Adèle
- Sainte-Marguerite-du-Lac-Masson
- Saint-Sauveur

Gemeinde (municipalité)
- Lac-des-Seize-Îles
- Morin-Heights
- Piedmont
- Saint-Adolphe-d’Howard
- Wentworth-Nord

Sprengel (municipalité de paroisse)
- Sainte-Anne-des-Lacs

## Angrenzende MRC und vergleichbare Gebiete
- Les Laurentides
- Matawinie
- La Rivière-du-Nord
- Argenteuil